# Umoljani
Umoljani (en cyrillique : Умољани) est un village de Bosnie-Herzégovine. Il est situé dans la municipalité de Trnovo, dans le canton de Sarajevo et dans la fédération de Bosnie-et-Herzégovine. Selon les premiers résultats du recensement bosnien de 2013, il compte 43 habitants.

## Géographie
Le village est situé sur les pentes sud-ouest du mont Bjelašnica.

## Histoire

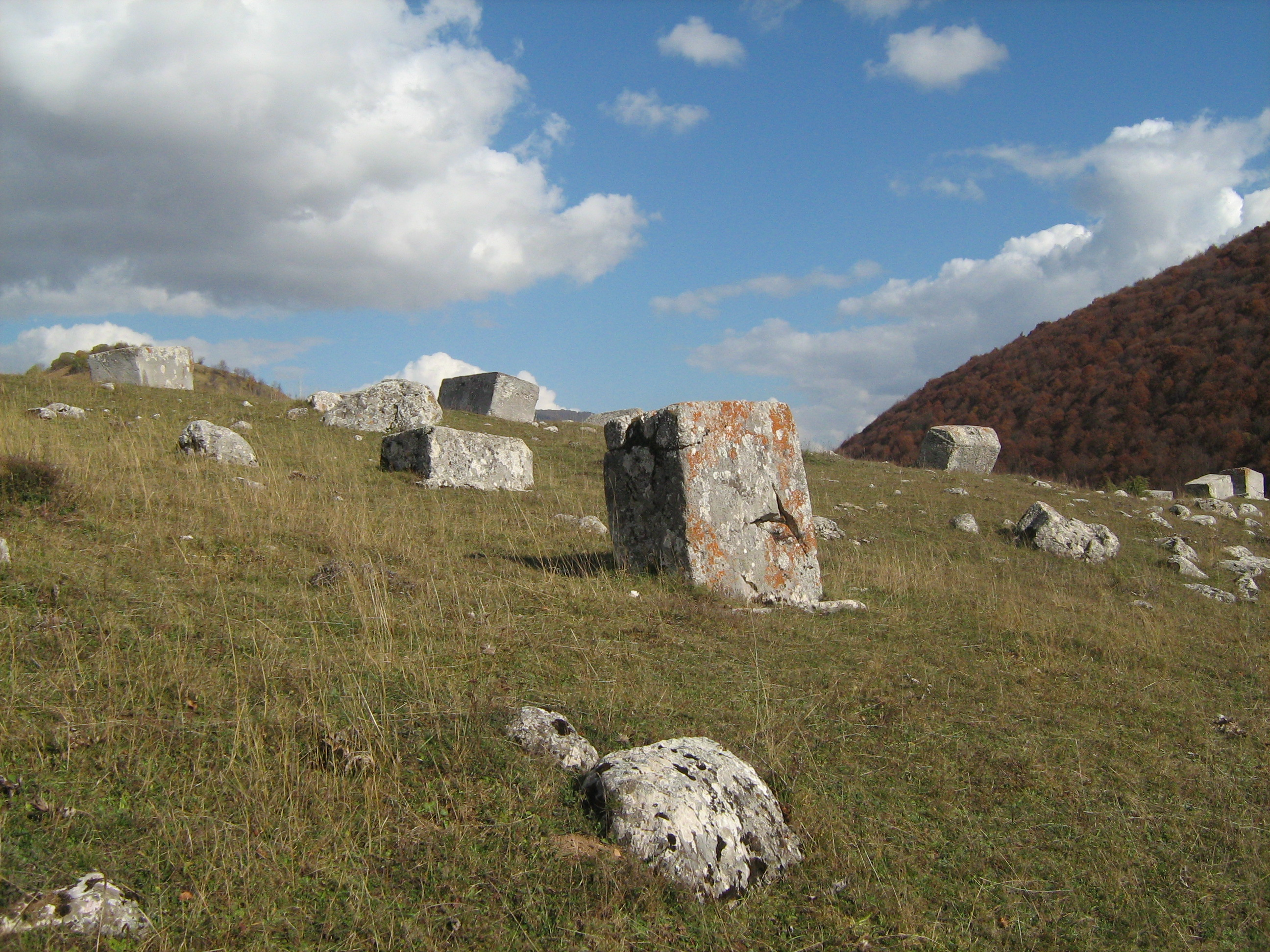
Vue de la nécropole d'Umoljani

Sur le territoire du hameau de Dolovi, la « nécropole d'Umoljani » abrite 53 stećci (un type particulier de tombes médiévales) et 11 nişans (stèles ottomanes) ; cet ensemble est inscrit sur la liste des monuments nationaux de Bosnie-Herzégovine. La nécropole fait également partie des 22 sites avec des stećci proposés par le pays pour une inscription au patrimoine mondial de l'UNESCO.
Dans le village, la mosquée, qui remonte au début du XXe siècle, est elle aussi inscrite en même temps que sa cour intérieure (en bosnien : harem).

## Démographie

### Évolution historique de la population dans la localité
| 1948 | 1953 | 1961 | 1971 | 1981 | 1991 | 2013 |
| ---- | ---- | ---- | ---- | ---- | ---- | ---- |
| -    | -    | 451  | 415  | 245  | 92   | 43   |

|  |

### Répartition de la population par nationalités (1991)
En 1991, les 92 habitants du village étaient tous Musulmans (bosniaques).